# Billunds flygplats
Billunds flygplats (danska: Billund Lufthavn) är Danmarks näst största flygplats. Den ligger nära Billund på Jylland. De flesta passagerare som ska resa till andra länder bor i regionen. Åtskilliga flygningar går till kända charterdestinationer i Sydeuropa. En del passagerare är besökare till Legoland som ligger alldeles intill. Passagerarantalet 2007 var 2 262 165.
| Flygbolag               | Destinationer | Avgångar /vecka |
| ----------------------- | --- | --------------- |
| Air France              | Paris | 19 st.          |
| airBaltic               | Riga | 5 st.           |
| Atlantic Airways        | Vágar | 4 st.           |
| British Airways/SUN-AIR | Bryssel 14 st., Düsseldorf 9 st., London 10 st., Manchester 14 st., München 11 st. | Se text.        |
| DAT                     | Stavanger | 8 st.           |
| Iceland Express         | Reykjavik | 1 st.           |
| Icelandair              | Reykjavik | 3 st.           |
| KLM                     | Amsterdam | 35 st.          |
| Lufthansa               | Frankfurt | 28 st.          |
| Norwegian               | Oslo | 6 st.           |
| Ryanair                 | Alghero 2 st., Alicante 3 st., Barcelona 3 st., Budapest 3 st., Carcassonne 2 st., Corfu 1 st., Edinburgh 3 st., Faro 2 st., Krakow 3 st., London 14 st., Malaga 4 st., Mallorca 4 st., Malta 2 st., Milano 3 st., Pisa 2 st., Rom 3 st., Teneriffa 1 st., Trapani 2 st., Venedig 2 st., Zadar 2 st. | Se text.        |
| Scandinavian Airlines   | Stockholm, Oslo, Köpenhamn | .               |

## Flygplatser i närheten
Billunds flygplats används av boende i och resande till ett antal olika kommuner på södra Jylland. Detta inkluderar Vejle, Fredericia, Esbjerg och Kolding. Genom sin placering mellan ett stort antal större tätorter inom cirka 3–7 mils omkrets har flygplatsen kunnat attrahera stora delar av Jyllands flygresenärer. Andra större flygplatser på södra och mellersta Jylland är Esbjergs, Karups (delvis militär) och Århus flygplatser.

### Flyveplads Vandel
Endast 5 kilometer söder om Billunds flygplats ligger den före detta Flyveplads Vandel (engelska: Airfield Vandel). Den uppfördes åren 1943–45 av Luftwaffe, under den dåvarande tyska ockupationen av Danmark.
Under det kalla kriget blev den en militärflygplats för Nato-medlemmen Danmark. Vid överhängande krigsfara var flygplatsen då en av sex hemliga avfyringsplatser för missilbaserade atombomber på Jylland. Flygplatsen stängdes slutligen juli 2003. Därefter kvarstår bland annat ett militärmuseum med namnet Vandel Bunker-Museum. Där visas både militärmaterial relaterade till andra världskriget och det kalla kriget.